# مدرسه رشیدی
مدرسه رشیدی مربوط به دوره قاجار است و در رشت، پل عراق، خیابان دانشسرا واقع شده و این اثر در تاریخ ۲ مرداد ۱۳۸۷ با شمارهٔ ثبت ۲۳۰۴۶ به‌عنوان یکی از آثار ملی ایران به ثبت رسیده است.